# 巴昆卡河
巴昆卡河（烏克蘭語：Бакунька），是烏克蘭的河流，位於該國中部，屬於羅西河的右支流，發源自塞利謝，流經切爾卡瑟州，河道全長16.9公里，流域面積83.6平方公里。